# Eduard König
Friedrich Eduard König (* 15. November 1846 in Reichenbach im Vogtland; † 10. Februar 1936 in Bonn) war ein deutscher evangelischer Theologe, Bibelwissenschafter, Sprachwissenschafter und Professor in Leipzig, Rostock und Bonn, der sich im Zusammenhang mit der Frage des Panbabylonismus im Babel-Bibel-Streit als Gegner von Friedrich Delitzsch besonders engagierte, da er als Alttestamentler von der Historizität der Bibel überzeugt war.

## Leben und Wirken
Der Sohn eines Tuchmachers aus der sächsischen Textilstadt Reichenbach konnte nach außerordentlichen Leistungen in Bürger- und Realschule in ein Gymnasium in Plauen wechseln, so dass ihm eine spätere Studienmöglichkeit eröffnet wurde. Dort wurde ihm sogar gestattet, eine Klasse zu überspringen, und er legte 1867 als Klassenbester die Reifeprüfung mit Auszeichnung ab.
An der Universität Leipzig inskribierte er zunächst Geschichte und Klassische Philologie, wechselte dann zu Theologie und Orientalistik, besuchte aber auch alle möglichen Lehrveranstaltungen, die für einen Bibelwissenschafter im weitesten Sinn nützlich sein konnten: Geschichte der Schrift, Vergleichende Sprachwissenschaften und Lautphysiologie, Psychophysik, Arabistik, Syrisch, Indologie, Germanistik, Geographie Palästinas, selbst Mineralogie.
Nach dem Licentiat in Theologie 1871 begann König an einem sächsischen Realgymnasium Religion zu unterrichten und promovierte ein Jahr später zum Dr. phil. mit der Dissertation Gedanke, Laut und Accent als die drei Faktoren der Sprachbildung, comparativ und physiologisch am Hebräischen dargestellt aus dem Bereich der semitischen Sprachwissenschaft, die einen wesentlichen Schwerpunkt sein ganzes späteres Leben hindurch bilden würde. Im selben Jahr heiratete er Alwine Löfler, die ihm vier Töchter schenken würde. 1876 war er Religionslehrer an der Leipziger Thomasschule, studierte daneben Altäthiopisch und verwandte südsemitische Sprachen und veröffentlichte daraufhin sein zweites sprachwissenschaftliches Werk über Schrift, Aussprache und allgemeine Formenlehre, aus den Quellen geschöpft, comparativ und physiologisch erläutert.
Aufgrund seiner Habilitationsschrift De criticae sacrae argumenti e linguae legibus repetitio historia, natura, vi (d. i. „Der Sprachbeweis in der Bibelkritik, seine Geschichte, sein Wesen und seine Autorität“) erhielt er 1879 die Venia legendi als Privatdozent an der theologischen Fakultät in Leipzig und wurde dort 1885 außerordentlicher Professor. Drei Jahre später ehrte die Universität Erlangen den erst 42-Jährigen mit einem Dr. h. c. der Theologie („D“), und er erhielt eine Berufung an die Theologische Fakultät der Universität Rostock. 1900 wurde er Professor für Exegese des Alten Testaments an der Universität Bonn und wirkte als Direktor des Alttestamentlichen Seminars bis zur Emeritierung 1926. Von der niederländischen Reichsuniversität Groningen wurde 1914 dem inzwischen vom preußischen König zum Geheimen Konsistorialrat Ernannten ein zweites Ehrendoktorat mit dem Titel „Doctor litterarum Semitticarum“ verliehen.
Als Linguist versuchte König in Werken wie Gedanke, Laut, und Akzent als die drei Faktoren der Sprachbildung (1874), den Neuen Studien über Schrift, Aussprache, und generelle Formenlehre des Aethiopischen (1877) und dem dreibändigen Historisch-kritischen Lehrgebäude der Hebräischen Sprache (1881–1897) die phonetischen und physiologischen Methoden der modernen Philologie auch auf semitische Sprachen wie das Hebräische und Äthiopische anzuwenden. König war jedoch ungeheuer produktiv auch als alttestamentlicher Bibelexeget, wie die lange Liste seiner Publikationen zeigt, nahm aber sehr eigenwillig fast zu allem ausführlich Stellung, was die Zeit bewegte, vom Antisemitismus über den Panbabylonismus, der zu Beginn des 20. Jahrhunderts weite Kreise der Öffentlichkeit aufwühlte, bis zu Oswald Spenglers Untergang des Abendlandes, Gotteslästerungsprozessen und dem Nationalsozialismus. Vielfach wurde er abgelehnt, oft war er seiner Zeit voraus, in manchem ist er bereits wieder überholt. Auch seine zahlreichen bibelhistorischen und exegetischen Arbeiten haben kaum ungeteilte Wertschätzung erfahren. In sprachwissenschaftlicher Hinsicht ist seinem Schaffen insgesamt mehr bleibende Anerkennung zuteilgeworden.
König selbst hat in einem Rückblick auf meine Mitarbeit im Gebiete der Sprach- und Religionswissenschaft seine Schriften in drei Gruppen gegliedert:
1. Schriften zur Literarkritik und Exegese unter Verwendung des Sprachbeweises
2. Schriften zur Diskussion über den Begriff der religiösen Glaubensleistung
3. Schriften gegen die Babylonisierung des Alten Testaments und gegen den Antijudaismus

## Veröffentlichungen
- Gedanke, Laut und Accent als die drei Faktoren der Sprachbildung, comparativ und physiologisch am Hebräischen dargestellt. Diss. Leipzig 1872, Druck: Böhlau, Weimar 1874
- Neue Studien über Schrift, Aussprache und generelle Formenlehre des Aethiopischen. J.C. Hinrichs, Leipzig 1877
- De criticae sacrae argumento e linguae legibus repetito. Ratione ducta maxime Geneseos capp. 1–11 eius historiam, naturam, vim examinavit Friedericus Eduardus Koenig. J.C. Hinrichs, Leipzig 1879. ATLA fiche 1985–1964.
- De criticae sacrae argumento e linguae legibus repetito. Commentatio historico-critica quam summe venerandi theologorum ordinis auctoritate in Academia Lipsiensi. Habil.-Schrift, J.C. Hinrichs, Leipzig 1879.
- Historisch-kritisches Lehrgebäude der hebräischen Sprache mit steter Beziehung auf Qimchi und die anderen Auctoritäten. J.C. Hinrichs, Leipzig, 3 Bände 1881–1897. Reprint: Georg Olms, Hildesheim-New York 1979
- Der Offenbarungsbegriff des Alten Testamentes. J.C. Hinrichs, Leipzig 1882
- Die Hauptprobleme der altisraelitischen Religionsgeschichte, gegenüber den Entwickelungstheoretikern beleuchtet. J. C. Hinrichs, Leipzig 1884
- Lehre von der Schrift, der Aussprache, dem Pronomen und dem Verbum. Reprint: Olms, Hildesheim 1979
- Der Glaubensact des Christen nach Begriff und Fundament untersucht. A.Deichert, Leipzig 1891
- Einleitung in das Alte Testament, mit Einschluss der Apokryphen und der Pseudepigraphen Alten Testaments. (= Sammlung theologischer Handbücher. 2. Teil: Altes Testament, Abt. 1) E. Weber, Bonn 1893.
- Falsche Extreme in der neueren Kritik des alten Testaments. Alexander Edelmann, 1885
- mit Dawid Qimḥî: Abschluß der speciellen Formenlehre und generelle Formenlehre. J. C. Hinrichs, Leipzig 1895. Reprint: Olms, Hildesheim 1979
- mit Dawid Qimḥî: Historisch-comparative Syntax der hebräischen Sprache : Schlusstheil des historisch-kritischen Lehrgebäudes des Hebräischen. J. C. Hinrichs, Leipzig 1897.
- Fünf neue arabische Landschaftsnamen im Alten Testament mit einem Exkurs über die Paradiesesfrage. Reuther & Reichard, Berlin 1901.
- Hebräisch und Semitisch; Prolegomena und Grundlinien einer Geschichte der semitischen Sprachen nebst einem Exkurs über die vorjosuanische Sprache Israels und die Pentateuchquelle PC. Reuther & Reichard, Berlin 1901.
- Die Bedeutung des Alten Testamentes für das christliche Glaubensleben .H. G. Wallmann, Leipzig 1901.
- Neueste Prinzipien der alttestamentlichen Kritik. Edwin Runge, Berlin 1902
- Bibel und Babel: eine kulturgeschichtliche Skizze. Warneck, Berlin 1902. 10. Auflage
- Babylonisierungsversuche betreffs der Patriarchen und Könige Israels. C. Bertelsmann, Gütersloh 1903
- Alttestamentliche Kritik und Offenbarungsglaube. Vorträge, gehalten im „Kursus für christliche Religions-Wissenschaft“ zu Dortmund am 7. und 8. Oktober 1903 Runge, Berlin 1903
- Die Wunder des Unglaubens. Autorisierte Übersetzung aus dem Englischen und mit Zusätzen versehen von F. Ballard. Erwin Runge, Berlin 1903
- Die Babel-Bibel-Frage und die wissenschaftliche Methode; zugleich Kritik von Delitzsch’s IIIter Babel-Bibel-Schrift. Erwin Runge, Berlin 1904
- Glaubwürdigkeitsspuren des Alten Testaments Erwin Runge, Berlin 1903
- Im Kampf um das Alte Testament. Runge, Berlin 1903–05
- The Bible and Babylon: Their Relationship in the History of Culture. The Religious Tract Society, 1905
- Die babylonische Gefangenschaft der Bibel. M. Kielmann, Stuttgart 1905
- „Altorientalische Weltanschauung“ und Altes Testament: Letztes Hauptproblem der Babel-Bibel-Debatte. E. Runge, Berlin 1905
- Der Geschichtsquellenwert des Alten Testaments in Vorträgen vor Lehrern und Lehrerinnen erörtert. Hermann Beyer & Söhne (Beyer & Mann), Langensalza 1905
- Der ältere Prophetismus : bis auf die Heldengestalten von Elia und Elisa.(= Biblische Zeit- und Streitfragen zur Aufklärung der Gebildeten Serie 1, Heft 9) Edwin Runge, Berlin 1905.
- Moderne Anschauungen über den Ursprung der israelitischen Religion : in Vorträgen vor Lehrern und Lehrerinnen. H. Beyer & Söhne, Langensalza 1906.
- Prophetenideal Judentum und Christentum: Das Hauptproblem der spätisraelitischen Religionsgeschichte. J.C. Hinrichs, Leipzig 1906
- Talmud und neues Testament. E. Runge, Berlin 1907
- Ahasver, „der ewige Jude“, nach seiner ursprünglichen Idee und seiner literarischen Verwertung betrachtet. Bertelsmann, Gütersloh 1907
- Talmud und Neues Testament. E. Runge, Gr. Lichterfelde-Berlin 1907
- Hebräische Grammatik für den Unterricht mit Übungsstücken und Wörterverzeichnissen. J. C. Hinrichs, Leipzig 1908
- Geschichte des Reiches Gottes : bis auf Jesus Christus M. Warneck, Berlin 1908
- Babyloniens Einfluss auf die Kulturgeschichte. Neue Jahrbücher Jg. 1908. B. G. Teubner, Leipzig 1908
- Hebräisches und aramäisches Wörterbuch zum Alten Testament mit Einschaltung und Analyse aller schwer erkennbaren Formen, Deutung der Eigennamen sowie der massoretischen Randbemerkungen und einem deutschhebräischen Wortregister. Dieterich, Leipzig 1910
- Das alttestamentliche Prophetentum und die moderne Geschichtsforschung. Bertelsmann, Gütersloh 1910
- Babylonien und die Deutung des Alten Testaments C. Bertelsmann, Gütersloh 1911
- Sage und Mythos in bezug auf den „ewigen Juden“. In: Nord und Süd 36. Jg., Bd. 141, Heft 452 (Mai 1912)
- Geschichte der alttestamentlichen Religion kritisch dargestellt. Bertelsmann, Gütersloh 1912
- Die Geschichtschreibung im Alten Testament. (= Biblische Zeit- und Streitfragen Serie 8; Heft 10) E. Runge, Berlin-Lichterfelde 1913
- Hebräische Rhythmik. Die Gesetze des alttestamentlichen Vers- und Strophenbaues kritisch dargestellt. Buchhandlung des Waisenhauses, Halle 1914
- Die moderne Pentateuchkritik und ihre neueste Bekämpfung. A. Deichert, Leipzig 1914
- Das antisemitische Hauptdogma. A. Marcus und E. Weber, Bonn 1914
- Geschichte der alttestamentischen Religion. Bertelsmann, Gütersloh 1915
- Hermeneutik des Alten Testaments : mit spezieller Berücksichtigung der modernen Probleme A. Marcus & E. Webers, Bonn 1916
- Kanon und Apokryphen. Eine geschichtl. Darstellung. Beiträge zur Förderung christlicher Theologie Bd. 21, Heft 6, Bertelsmann, Gütersloh 1917
- Das Deuteronomium. A. Deichert, Leipzig 1917
- Bibeltext und Bibelauslegung im Religionsunterricht. (= Zeitfragen evangelischer Pädagogik 2, H. 1) Zillessen, Berlin 1917
- Das Obergutachten im Gotteslästerungsprozess Fritsch, beleuchtet von E. König, Ader & Borel, Dresden 1918
- Kanon und Apokryphen: eine geschichtliche Darstellung. C. Bertelsmann, Gütersloh 1917
- Die Genesis. C. Bertelsmann, Gütersloh 1919
- Israels Religion nach ihrer Stellung in der Geistesgeschichte der Menschheit. (= Christentum und Judentum Serie 1, Heft 2) Bertelsmann, Gütersloh 1919
- Religionsbankrott: ein verhängnisvolles Schlagwort unserer Zeit. (= Antwort auf Gegenwartsfragen  Nr. 9) Rauhes Haus, Hamburg 1920
- Ist die Religion wirklich „Privatsache“? (= Hefte der Martin Luther-Volkshochschule H. 3) Zillessen, Berlin 1920
- Friedrich Delitzsch’s „Die grosse Täuschung“. C. Bertelsmann, Gütersloh 1920
- Wie weit hat Delitzsch recht? : Beantwortet durch kritische Beleuchtung des zweiten Teils von Delitzsch „Die grosse Täuschung“. C.A. Schwetschke, Berlin 1921
- Oswald Spengler’s „Der Untergang des Abendlandes“, besonders psychologisch und religionsgeschichtlich beurteilt. H. Beyer, Langensalza 1921
- Die s. g. Volksreligion Israels, eine fragwürdigste Grösse der alttestamentlichen Theologie. Bertelsmann, Gütersloh 1921
- Sexuelle und verwandte modernste Bibeldeutungen. (= Friedrich Mann’s pädagogisches Magazin H. 892) H. Beyer & Söhne, Langensalza 1922
- Theologie des Alten Testaments, kritisch und vergleichend dargestellt. C. Belser, Stuttgart 1922
- Die moderne Babylonisierung der Bibel in ihrer neuesten Erscheinungsform (Delitzschs „Babel und Bibel“ 1921). C. Belser, Stuttgart 1922
- Spenglers „Untergang des Abendlandes“, besonders psychologisch und religionsgeschichtlich beurteilt. Mit Rücksicht auf Spenglers 2. Teil und seine neuesten Kritiker vermehrte Auflage. (= Friedrich Mann’s pädagogisches Magazin, Heft 838) H. Beyer & Söhne, Langensalza 1923
- Moderne Steine des Anstoßes auf dem Wege zum Bibelglauben, allgemein verständlich untersucht. G. Ihloff, Neumünster i. Holstein 1924
- Ist die jetzt herrschende Einschätzung der hebräischen Geschichtsquellen berechtigt? In: Historische Zeitschrift 132 (1925) S. 289–302
- Die Genesis eingeleitet. Bertelsmann, Gutersloh 1925
- Das Buch Jesaja C.Bertelsmann, Gütersloh 1926.
- Die Psalmen, C. Bertelsmann, Gütersloh 1927
- Der doppelte Wellhausenianismus im Lichte meiner Quellenforschungen. Ein Rückblick auf meine Mitarbeit im Gebiete der Sprach- und Religionswissenschaft. C. Bertelsmann, Gütersloh 1927
- Das Buch Hiob. Bertelsmann, Gütersloh 1929
- Die Wahrheit der alttestamentlichen Religion. (= Beiträge zur Förderung christlicher Theologie Bd. 32, Heft 5) C. Bertelsmann, Gütersloh 1929.
- Zentralkultstätte und Kultuszentralisierung im alten Israel. (= Beiträge zur Förderung christlicher Theologie; Bd. 34, Heft 3) C. Bertelsmann, Gütersloh 1931
- Ist die moderne Pentateuchkritik auf Tatsachen begründet? Zur Beleuchtung allerneuester Behauptungen. Belser, Stuttgart 1933